# Интернационализм

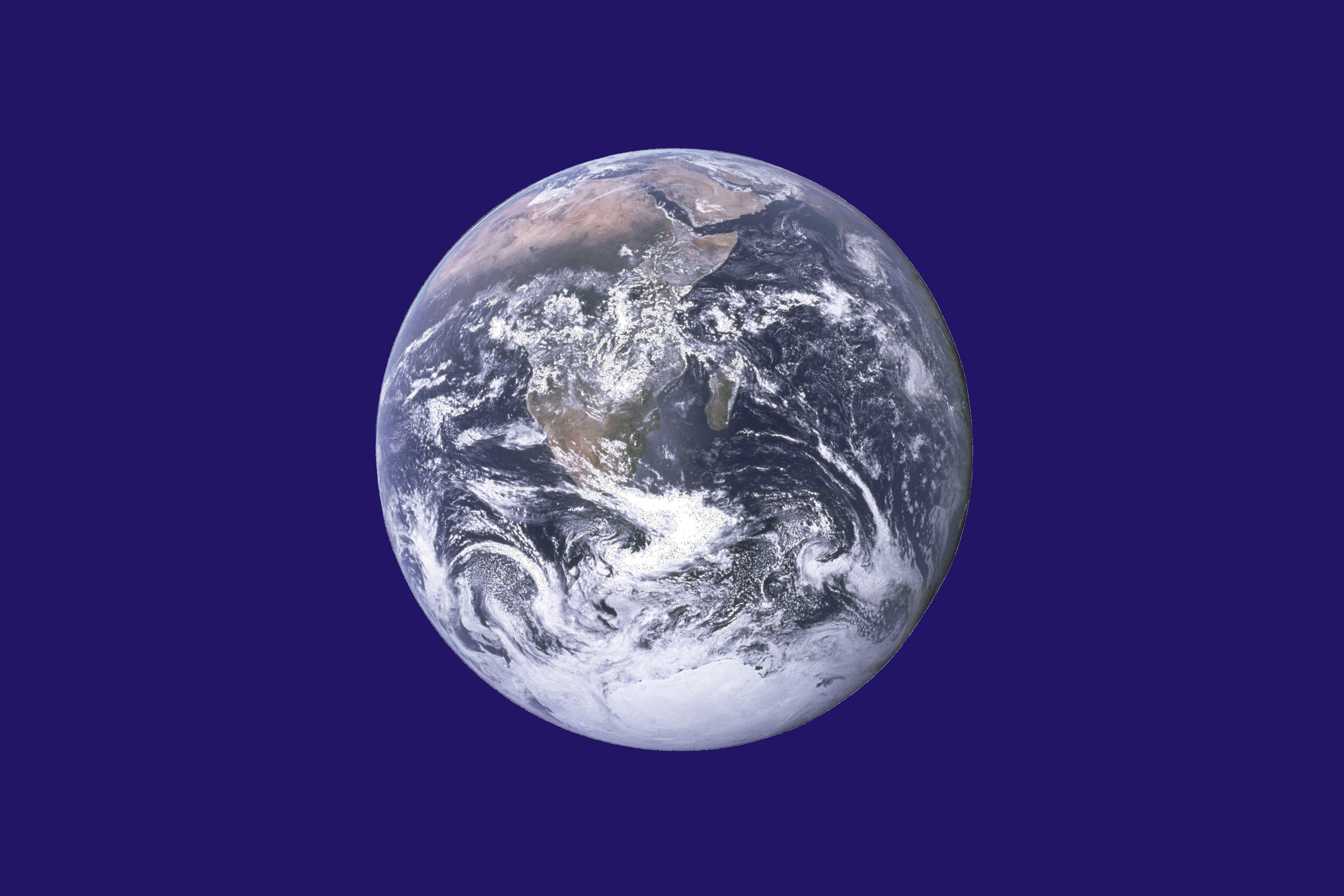
Последняя версия дизайна флага Земли Д. Макконнела

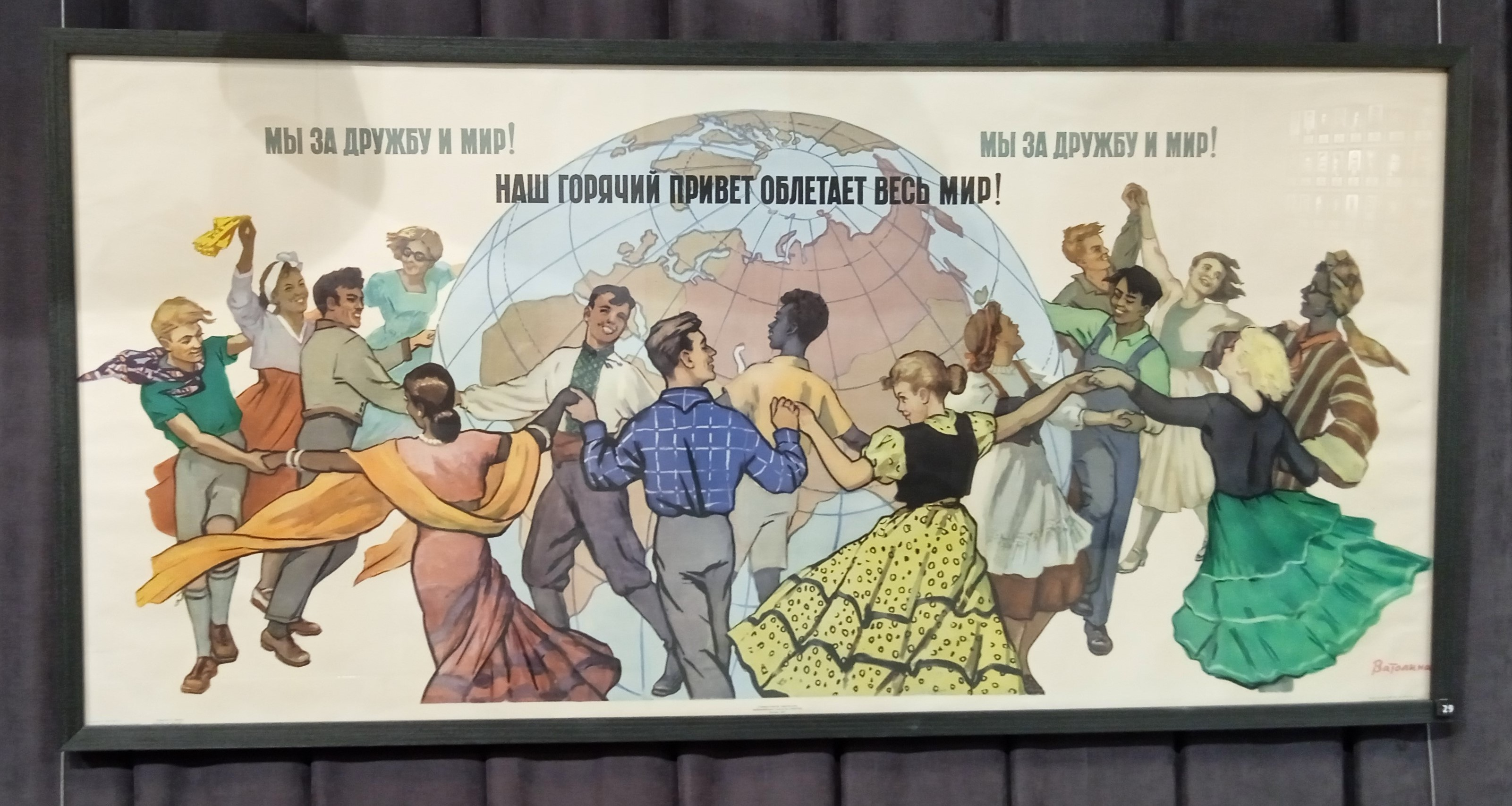
«Мы за дружбу и мир! Наш горячий привет облетает весь мир!», советский плакат

Интернационали́зм (от лат. inter — «между» и natio — «народ») — идеология, проповедующая дружбу и сотрудничество между нациями.
Существуют различные варианты интернационализма: в частности, пролетарский интернационализм в марксизме обозначает солидарность пролетариев разных стран в борьбе против эксплуататоров. В наше время этим термином обозначает себя также левая идеология, пытающаяся предложить альтернативный вариант глобализации. Понятие используется в качестве антитезы национализма.
В советской идеологии пролетарский интернационализм одинаково противопоставлялся с одной стороны «буржуазному национализму», понимаемому как идеология национальной исключительности и шовинизм, с другой же стороны «буржуазному космополитизму», понимаемому как отрицание всякой национальной культуры.

## Интернационализм в марксизме
Долой вражду между рабочими разных национальностей или разных религий! Такая вражда выгодна только грабителям и тиранам, живущим темнотой и разрозненностью пролетариата. Еврей и христианин, армянин и татарин, поляк и русский, финляндец и швед, латыш и немец — все, все идут вместе под одним общим знаменем социализма. Все рабочие — братья, и в их крепком союзе единственная порука за благо и счастье всего трудящегося и угнетённого человечества.
В идеологии марксизма понятие «пролетарский интернационализм» связано с противоречиями между империалистическими государствами и пролетариатом. При капитализме интернационализм выражается в международной солидарности трудящихся против войн, которые ведут империалисты, против национализма и шовинизма, а также в защите общечеловеческих ценностей. После победы социалистической революции интернационализм должен стать частью идеологии нового общества, которая ведёт к коммунизму: бесклассовому обществу и отмиранию (национального) государства.
С этой целью марксисты создали в период до 1914 года две международные организации солидарности социалистов (социал-демократов): I Интернационал (1864—1876), а затем II Интернационал (1889—1914).
В 1914 году большая часть социал-демократов (в том числе II Интернационал) поддержала свои правительства в Первой мировой войне и встала на националистические позиции; меньшинство отрицало «империалистическую войну», рассматривая её как столкновение между империалистами, не зависящее от интересов трудящихся. Впоследствии противники империализма капиталистических стран (пришедшие в октябре 1917 году к власти в России) стали называть себя не социал-демократами, а коммунистами и основали в 1919 году III Интернационал (Коминтерн), распущенный в 1943.
Последователи социал-демократии создали в 1951 году Социалистический интернационал, являющийся правопреемником II Интернационала. Львом Троцким был создан как противовес сталинизму IV Интернационал (1938), однако он вскоре после убийства Троцкого (1940) распался на несколько групп; дальнейшие расколы и объединения привели к тому, что сейчас существует несколько троцкистских организаций, претендующих на преемственность с IV Интернационалом.
Принцип интернационализма декларировался как один из основных в коммунистических однопартийных государствах в период 1917—1991 годов, хотя на практике от него бывали значительные отступления (особенно начиная с правления Сталина, провозгласившего принцип «социализма в одной стране», а затем проводившего ряд националистических идеологических кампаний). С одной стороны, в 1920-е — начале 1930-х имели место кампании «коренизации», то есть насильственное внедрение «титульных» языков и культур данных республик, а с другой, в 1930—1940-е — культурные ограничения и репрессивные акции по национальному признаку.

## Интернационализм и глобализация
Современная глобализация рынка, как утверждают её критики, не является интернационалистическим явлением, поскольку связана лишь с экономической интеграцией, а политические и общественные аспекты остаются в тени. Кроме того, экономическая система, устанавливающаяся в результате глобализации, отличается от идеала интернационалистов. Современный левый антиглобализм, выразителем которого являются в частности члены Всемирного федералистского движения, будучи интернационалистическим по своим установкам, проповедует «глобализацию социальной солидарности»; нередко выдвигается идея «другой глобализации» (альтерглобализма).

## Вопрос о мировом правительстве
Ряд интернационалистов поддерживают создание мировых координирующих организаций типа ООН и выступают в перспективе за сильное «мировое правительство». С другой стороны, многие интернационалисты считают, что сила подобного правительства может стать очень опасной в случае, если оно окажется в руках диктатора, и поддерживают скорее идею конфедерации государств.